# Motorstyrelsen
Motorstyrelsen er en dansk styrelse, der er en del af Skatteforvaltningen under Skatteministeriet. Motorstyrelsens kerneopgave er at sikre, at alle motorkøretøjer er registreret korrekt, og at værdifastsættelse og afgiftsberegning sker på et ensartet og gennemskueligt grundlag.
Motorstyrelsens motto er "Vi sikrer korrekt og effektiv registrering og afgiftsberegning af alle køretøjer".
Direktøren for Motorstyrelsen er Jørgen Rasmussen.